# Terrain de foot de Tepa
Terrain de foot de Tepa – stadion piłkarski w Tepa na Wallis i Futunie. Jest obecnie używany głównie do meczów piłki nożnej. Swoje mecze rozgrywa na nim pierwszoligowa drużyna piłkarska Tepa FC.